# Di che vizio sei?
Di che vizio sei?, che ha per sottotitolo Spettacolo test sugli eccessi degli italiani, è stato un varietà televisivo andato in onda per una edizione e sette puntate su Rai Uno dal 29 aprile al 10 giugno 1988, condotto da Gigi Proietti, Milva ed Enzo Spaltro.

## Caratteristiche
La trasmissione, che andava in onda il venerdì sera dal Nuovo Teatro Verdi di Montecatini Terme, diretta da Adolfo Lippi, condotta da Gigi Proietti e Milva, scritta da Francesco Macchia, Gianni Manganelli, Gigi Proietti e Aldo Zappalà, con la collaborazione di Mario Castellacci, era dedicata ai sette vizi capitali (la superbia, l'avarizia, l'ira, l'invidia, la lussuria, la gola e l'accidia), uno per puntata.
Nel cast fisso erano presenti le sette ragazze capitali (Priscilla Antonacci, Pia Biscotti, Sabina Gaddi, Gabriella Lunghi, Fiorella Quaranta, Silvia Sudano e Mirka Viola) che introducevano il tema della trasmissione, otto ragazze dei tavoli e tre vallette del gioco test condotto da Enzo Spaltro, dove il pubblico in sala e i telespettatori avevano la possibilità di rispondere a dieci domande alle quali veniva assegnato un punteggio. In ogni puntata erano presenti numerosi ospiti, tra i quali Nino Frassica Loredana Bertè, Giorgio Bracardi, Miguel Bosé, Gina Lollobrigida, Donatella Rettore, Franca Valeri e altri.
Alcuni sketch del programma furono riproposti nelle puntate di Techetechete'.

## Sigle
La sigla di apertura della trasmissione è Sere di maggio di Testi, Vessicchio e Castellacci, cantata da Gigi Proietti e Milva; la sigla di chiusura, Rapsodie gitane di Massimo Bubola è cantata da Milva.